# PCCカー (アレゲニー郡港湾局)
この項目では、アメリカやカナダなど世界各地に導入された高性能路面電車車両であるPCCカーのうち、ペンシルバニア州ピッツバーグに路面電車（ライトレール）の路線網を有するアレゲニー郡港湾局（Port Authority of Allegheny County）がかつて所有していた車両について解説する。同事業者の路面電車部門の前身であるピッツバーグ鉄道によって1936年から営業運転に投入され、以降600両以上という大量導入が実施された他、1999年に引退するまで60年以上に渡って現役を維持し続けていた事で知られている。

## 概要・歴史

### ピッツバーグ鉄道時代
PCCカーは、急速に進むモータリーゼーションへ対抗するため、北米各地の路面電車事業者や鉄道車両メーカーなどが共同で開発した、弾性車輪や直角カルダン駆動方式、流線型の車体などの最新技術が多数導入された高性能路面電車車両である。1964年までピッツバーグ市内に路面電車網を有していたピッツバーグ鉄道もPCCカーの開発に参加した事業者の1つであり、1930年代時点で存在していた68の系統全てを近代化するべく大量導入の実施を決定した。
最初に導入された車両は「100」という車両番号が付けられ、1936年8月から営業運転に投入された。これは同時期にPCCカーが導入されたニューヨークのブルックリン・アンド・クイーンズ交通よりも早く、ピッツバーグはPCCカーが営業運転に投入された最初の都市となった。これ以降、同鉄道には1949年まで継続してPCCカーが導入され、それまで使用されていた旧型電車を置き換えた。
大半の車両は「戦前型(Pre-war)」とも呼ばれる側面1枚窓の車体形状だったが、最終増備車となった1949年製の100両（1700 - 1799）は上段にHゴムで固定された立席窓（バス窓）が側扉として設置されていた。その中で、1945年に製造された1600は従来圧縮空気が用いられていたドラムブレーキや自動ドアの開閉、ワイパーの可動を電気式に変更した「オール・エレクトリック（All-Electric）」と呼ばれる方式の試作車として製造され、この構造は以降製造されるPCCカーの標準仕様となった。また、一部車両については台車の変更や交換を実施した上でピッツバーグ鉄道の郊外路線であるワシントン線（Washington Lines）やシャルルロワ線（Charleroi Lines）で使用された。製造メーカーは全車ともセントルイス・カー・カンパニーであった。
ピッツバーグ鉄道に導入されたPCCカーの数は合計666両にも及び、トロント市電の765両（カナダ：トロント）、シカゴ・サーフェス・ラインの683両（アメリカ合衆国：シカゴ）に次ぐ3番目に多い導入数を記録した。ただしトロント市電導入分には他都市からの譲渡車両も含まれており、新造車両数に限ればシカゴ・サーフェス・ラインに次ぐ2番目の多さとなる。以下、導入年と車両番号を記す。
| 導入年     | 1936        | 1937        | 1938        | 1940        | 1942        | 1945        | 1946        | 1949        | 合計        |
| 車両番号   | 100         | 1000 - 1099 | 1100 - 1199 | 1200 - 1299 | 1400 - 1499 | 1500 - 1564 | 1600 - 1699 | 1700 - 1799 | 合計        |
| 両数       | 1両         | 100両       | 100両       | 100両       | 100両       | 65両        | 100両       | 100両       | 666両       |
| 備考・参考 | [ 1 ] [ 3 ] | [ 1 ] [ 3 ] | [ 1 ] [ 3 ] | [ 1 ] [ 3 ] | [ 1 ] [ 3 ] | [ 1 ] [ 3 ] | [ 1 ] [ 3 ] | [ 1 ] [ 3 ] | [ 1 ] [ 3 ] |

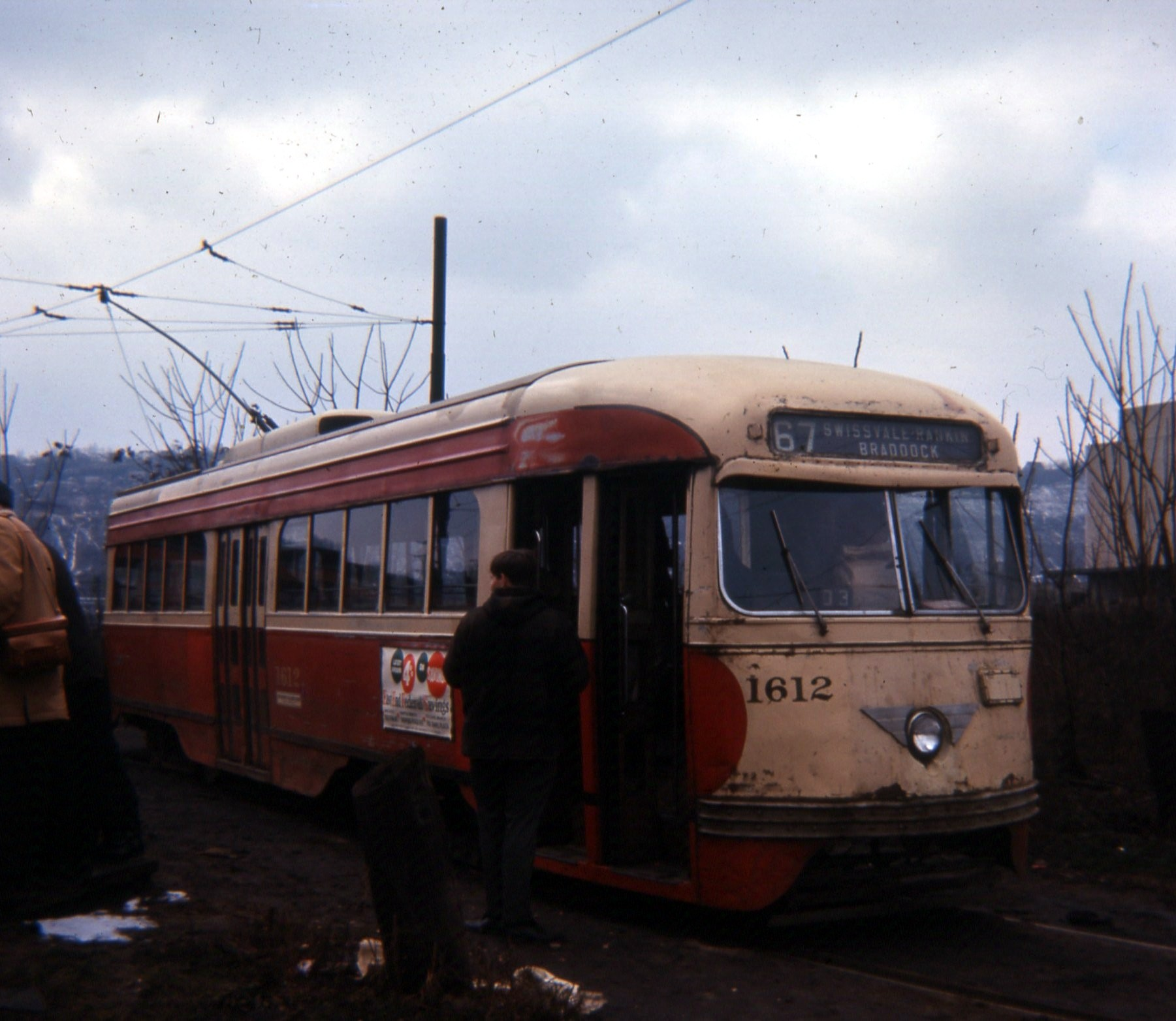
1612（1946年製） （1966年撮影）
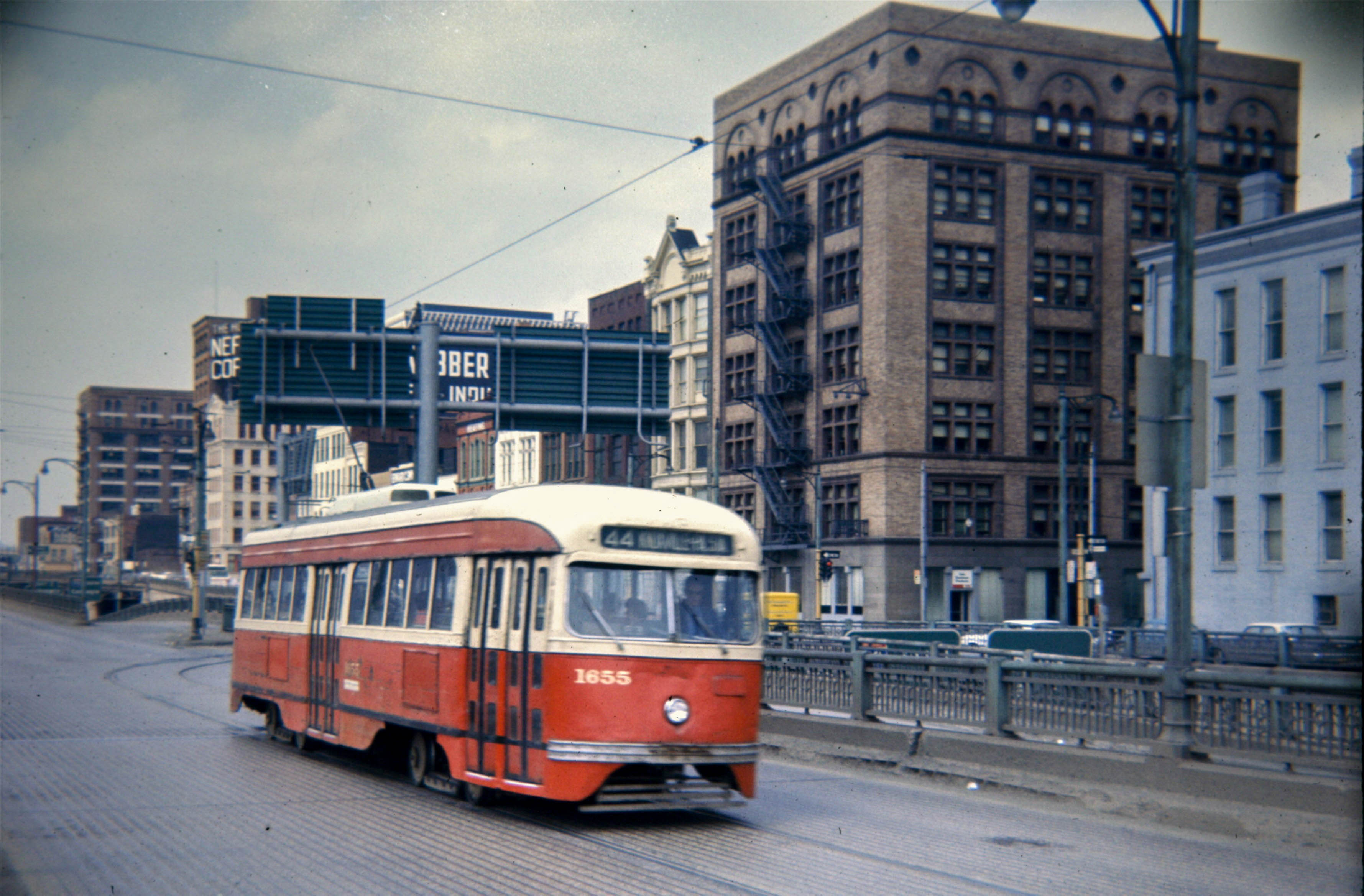
1655（1946年製） （1966年撮影）
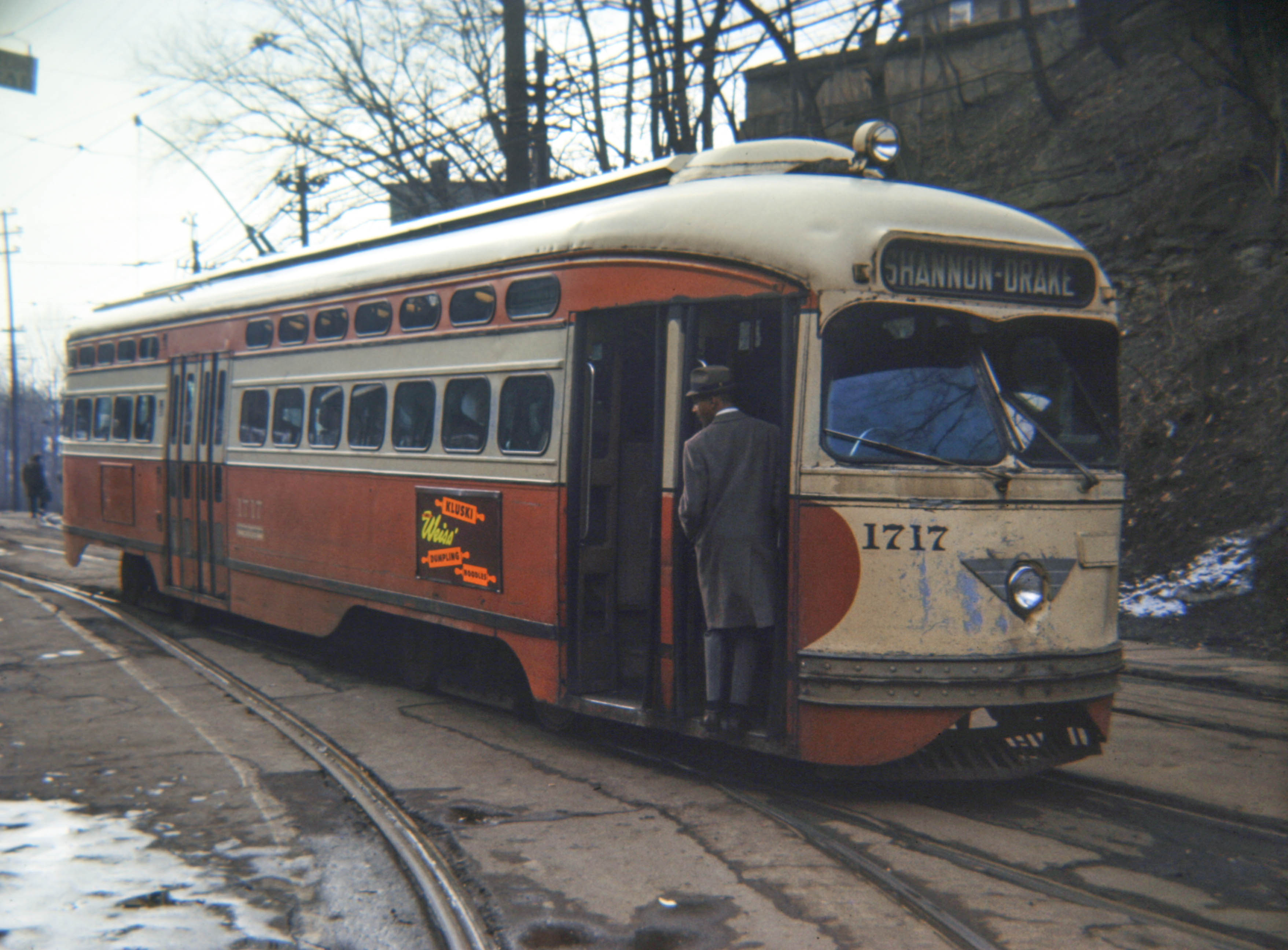
1717（1949年製） （1966年撮影）
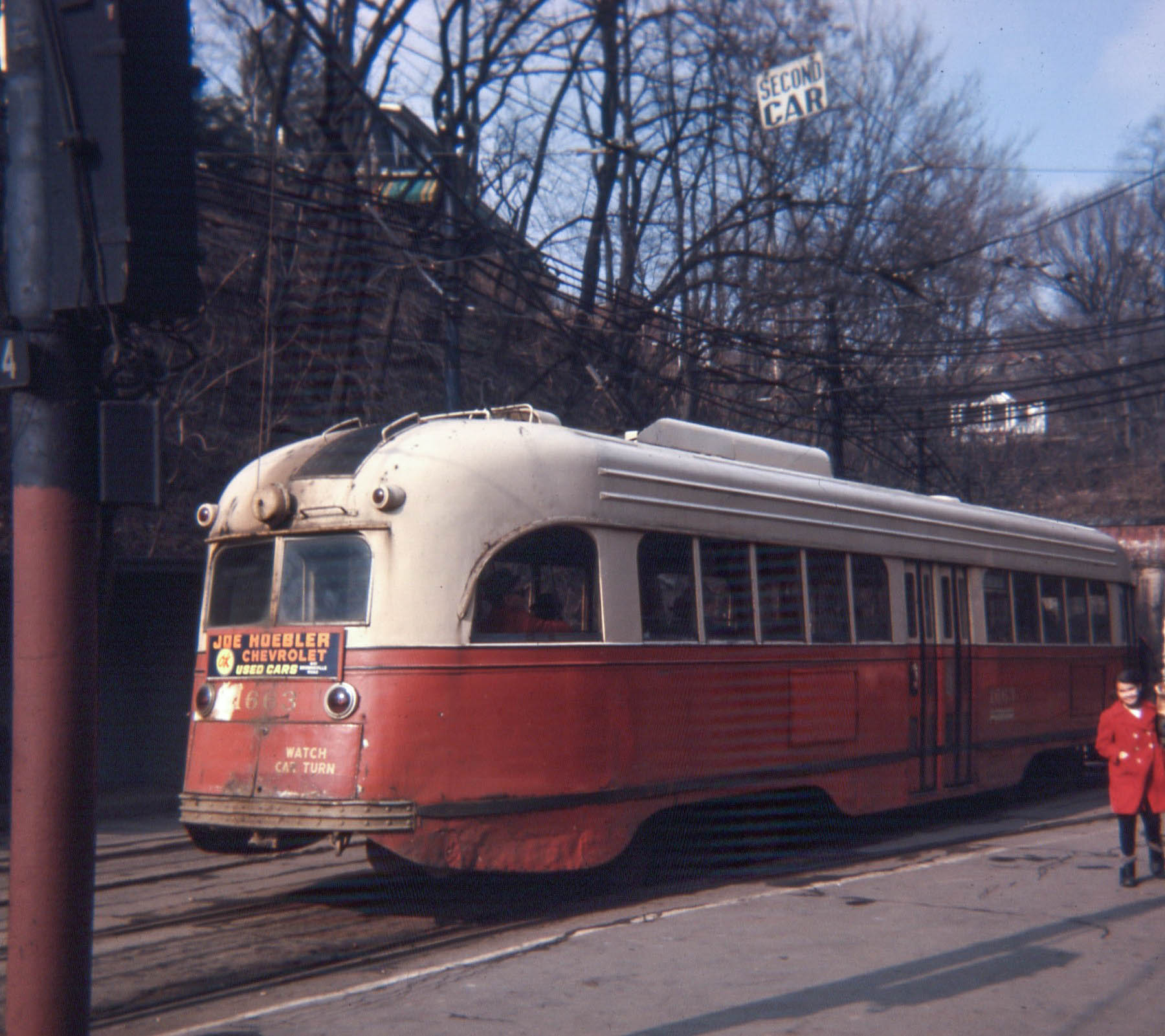
後方（1966年撮影）

### アレゲニー郡港湾局時代
1949年に全車両の製造が完了し、全666両が揃ったPCCカーであったが、その3年後となる1952年以降ピッツバーグ鉄道の路線網はバスに置き換えられる形で縮小を始め、多くの系統の最終列車にPCCカーが使用される事となった。1964年にピッツバーグ鉄道を始めとしたピッツバーグの公共交通が公営化されアレゲニー郡港湾局に運営権が移管されて以降も路線縮小の流れは続いた。その結果1961年に試作車の100が廃車・解体されたのを皮切りにPCCカーの廃車が急速に進み、1972年時点で残存していた車両は95両にまで減少した。またこれらの車両についても増収を目的に広告電車への塗装変更が進んだ。

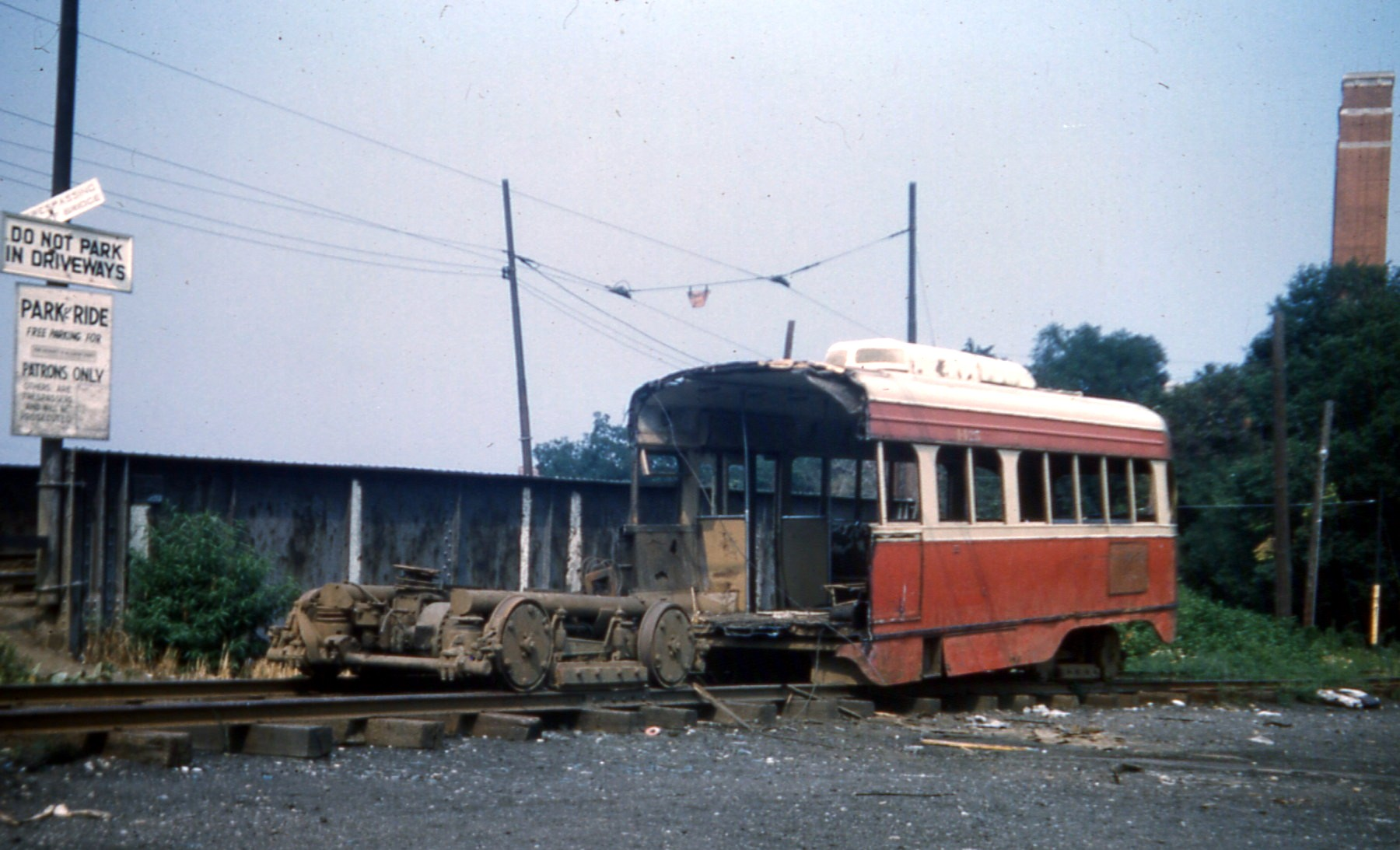
解体作業が進むPCCカー（1966年撮影）
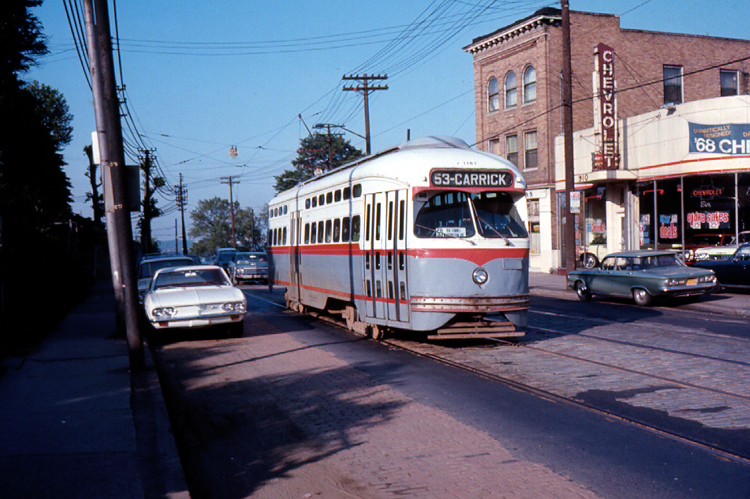
アレゲニー湾港湾局塗装を纏うPCCカー（1967年撮影）
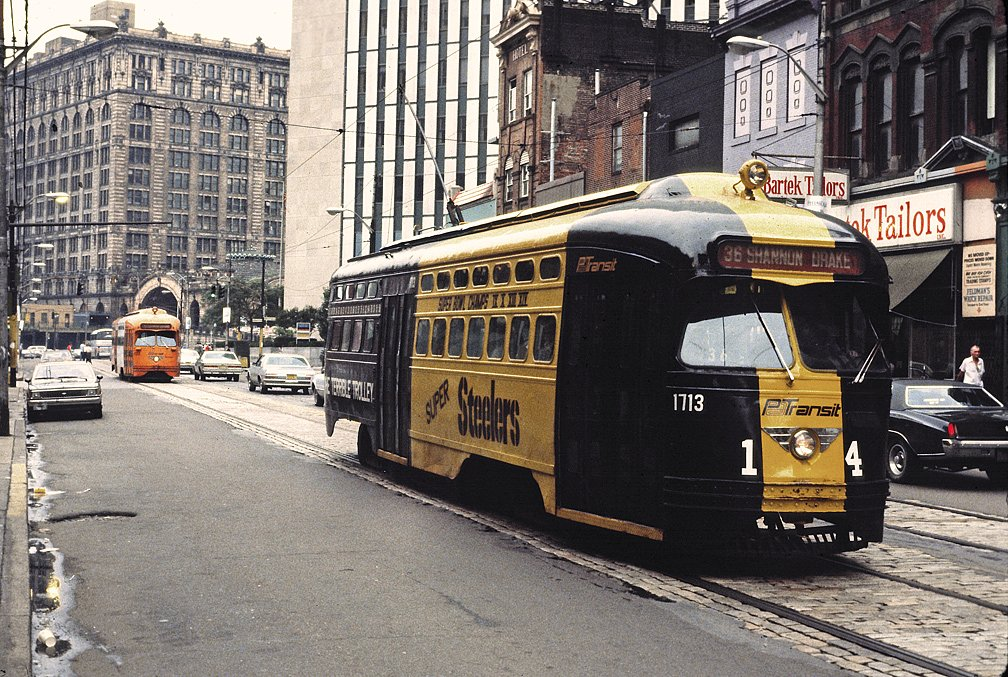
広告塗装に変更された1713（1980年撮影）
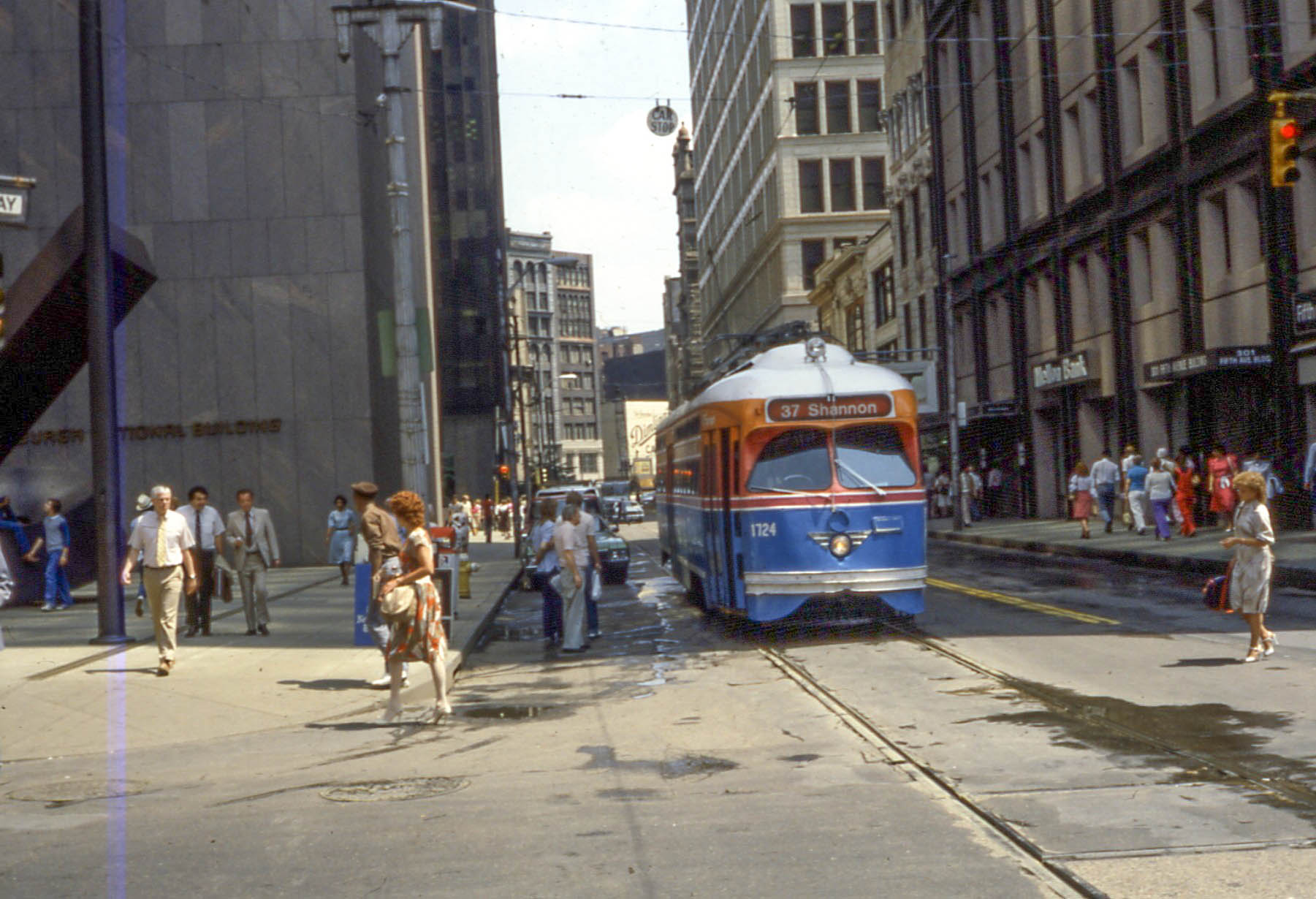
ピッツバーグ市内を走る1724（1983年撮影）

一方、同事業者では1971年に2両のPCCカーへ前面形状の変更や塗装変更を伴うリニューアル工事を実施し、1972年7月26日から営業運転に投入した。また、これとは別に1981年からは最終増備車（1947年製）を対象とした大規模なリニューアル工事が実施され、制御装置や制動装置などの主要機器が刷新された他、車内も照明の交換を始めとした改良工事が行われた。また集電装置も試作車を除いてポールからシングルアーム式パンタグラフに変更され、一部車両は霜取り用として車体前方にもパンタグラフが増設された。計画では45両が更新対象だったが実際は予算の関係で12両のみが対象となり、これらの車両は車両番号が4000番台（4001 - 4012）に改められた。加えて、車内照明など一部の更新が行われなかった車両も4両存在しており、これらは元の番号（1700番台）を維持していた。以上のリニューアル工事は、アレゲニー郡港湾局の自局工場で行われた。

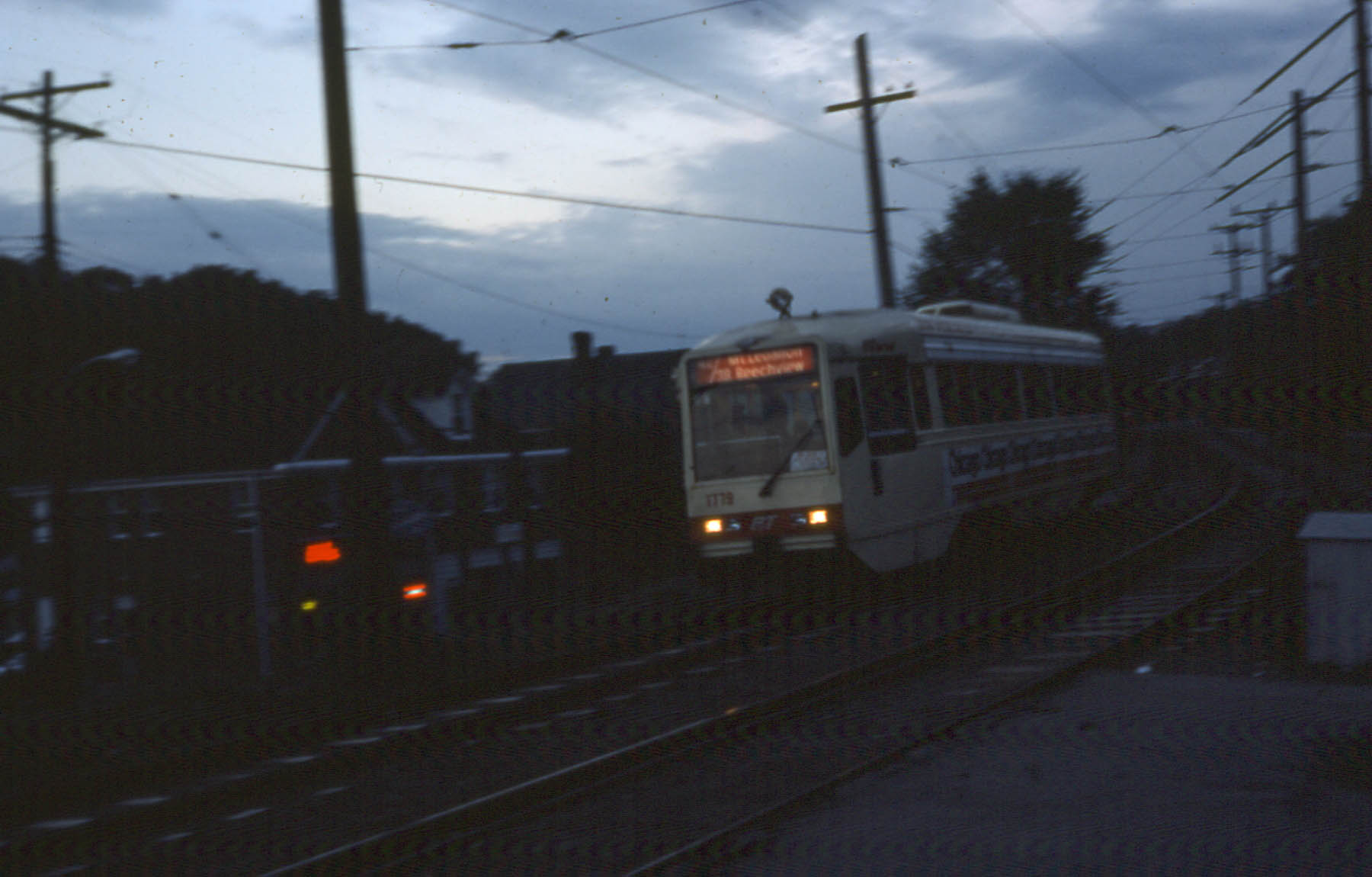
前面形状が変更された1779（1979年撮影）
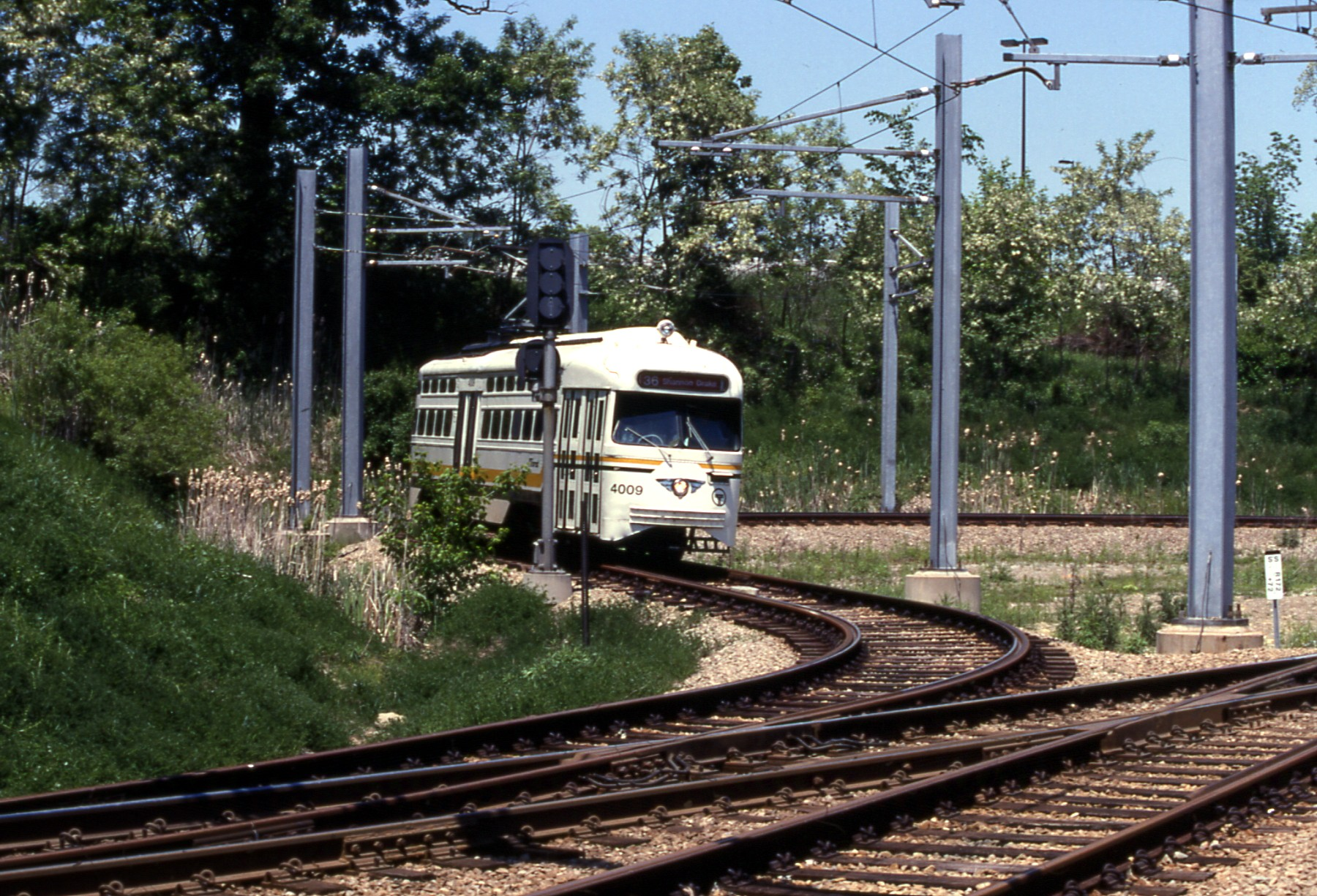
機器を中心とした更新工事が実施された4009（1994年撮影）
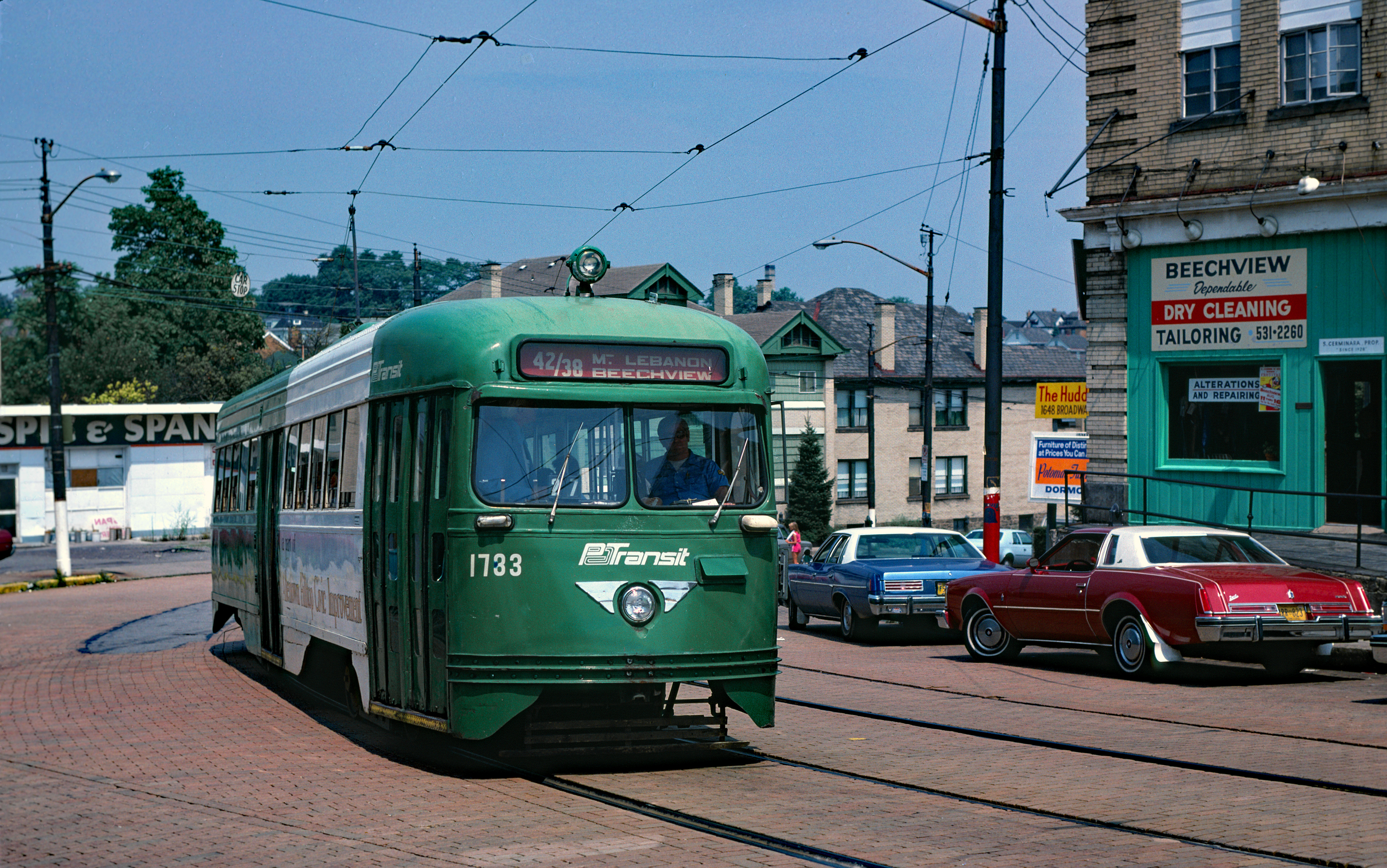
1733は一部の更新工事が省略された（1980年撮影）
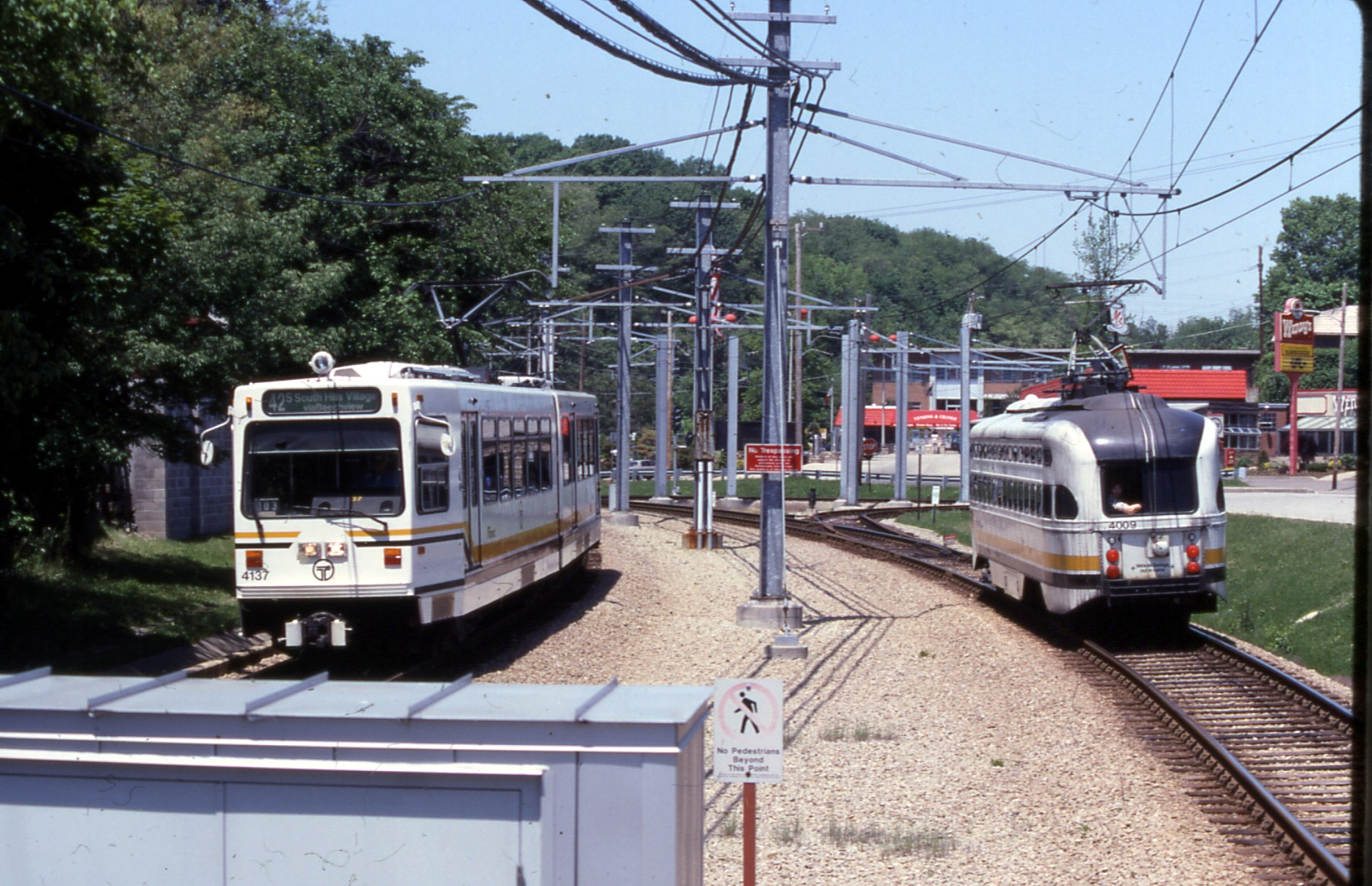
ライトレール用車両とすれ違うPCCカー（右、1994年撮影）

アレゲニー郡港湾局で最後まで使用されていたPCCカーは、この1980年代に更新工事を受けた車両であった。当時同事業者では路面電車網のライトレール化（ピッツバーグ・ライトレール）を進めており、市内中心部の路線の地下化などの工事を経て1985年に大部分がライトレールとして再開業しが、一部区間はその後も従来の路面電車規格のまま残存した。これらの区間ではライトレール用の大型車両の導入が困難であった事が、PCCカーの使用が継続した要因である。
だが、それ以降もPCCカー使用区間のライトレール化や路線自体の廃止によりPCCカーの運用範囲は縮小し、最後まで使用されていた47D ドレイク線が廃止された1999年9月4日をもって、ピッツバーグ市内のPCCカーの歴史は幕を下ろした。使用期間は63年にも及び、世界で最も長期間に渡ってPCCカーが営業運転に使用された事例となった。

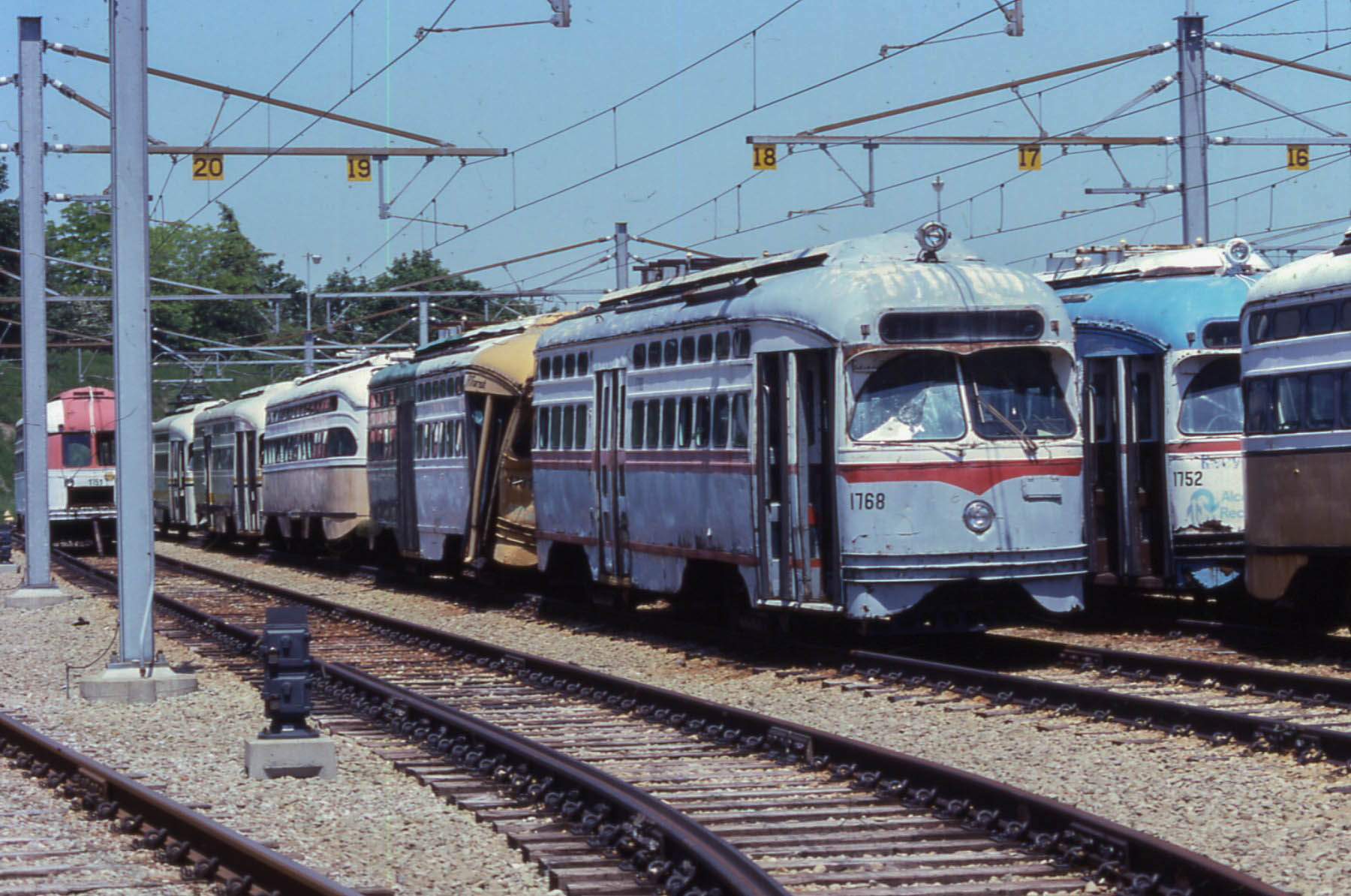
運用から離脱したPCCカーが並ぶ車庫（1994年撮影）

廃車後は多くの車両が各地の博物館へ譲渡されており、1953年のワシントン線の最終列車に使用された1711や1999年のPCCカーのさよなら運転に使用された4004（両者共にペンシルバニア路面電車博物館で保存）、シーショアー路面電車博物館の収蔵車両の中で初のPCCカーとなった1440など動態保存が実施されている車両も多数存在する。また、サンフランシスコの保存路面電車系統であるFラインでは、南東ペンシルベニア交通局（フィラデルフィア）から譲渡され動態保存が行われているPCCカーのうち1両（1062）がピッツバーグ鉄道の塗装を纏っている。

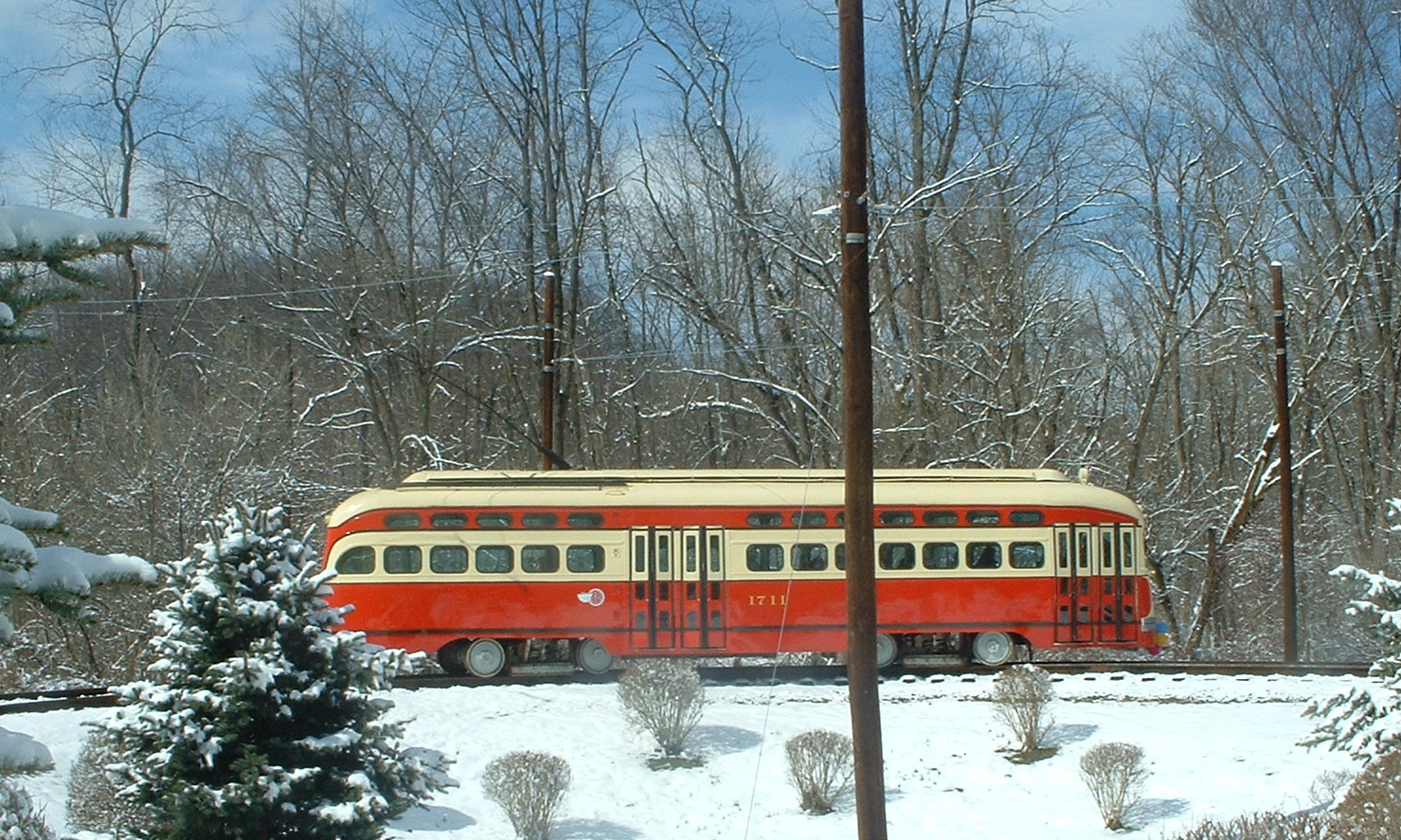
1711は動態保存が行われている（2007年撮影）
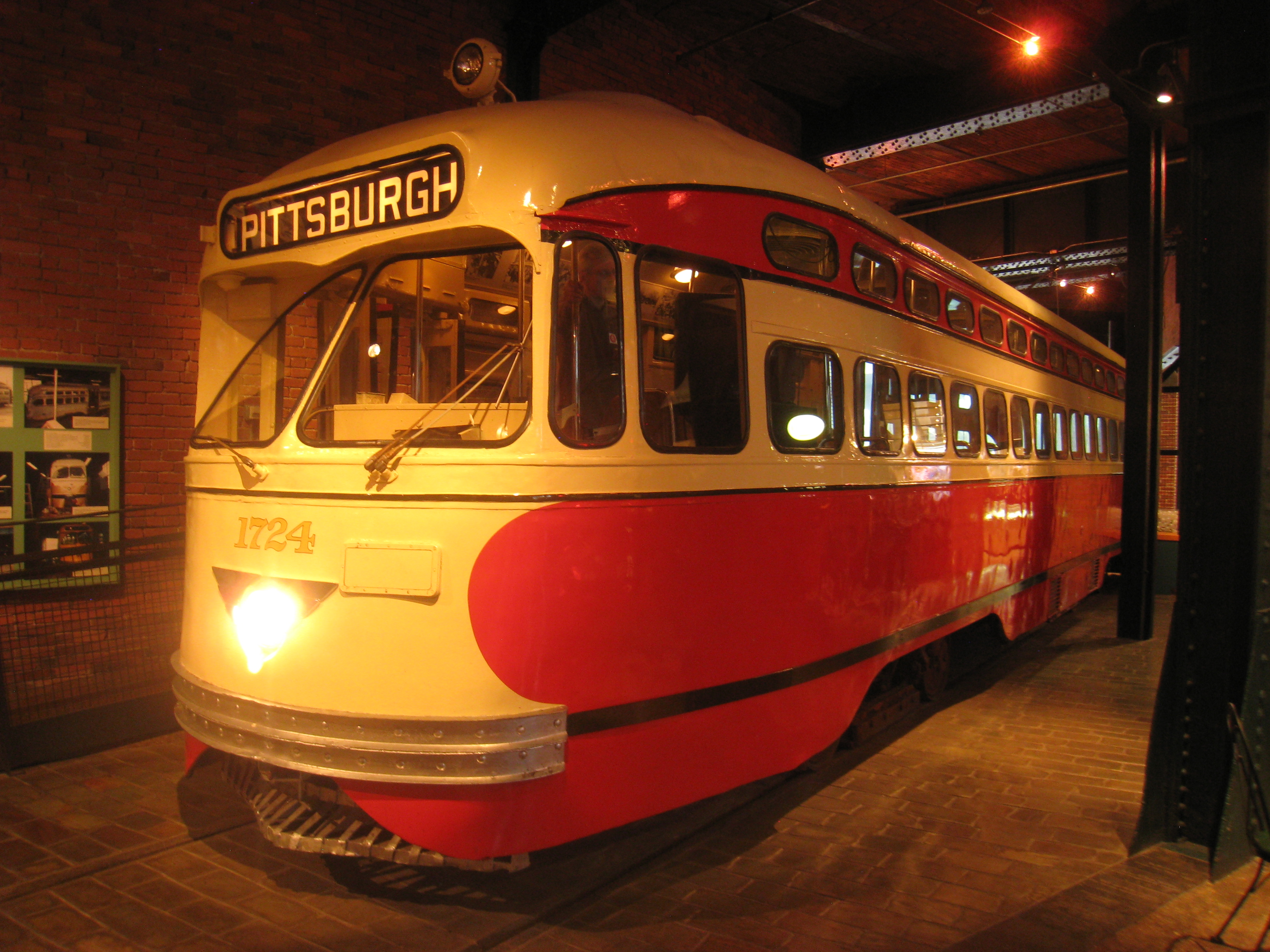
ハインツ歴史センター（英語版）で静態保存されている1724（2010年撮影）
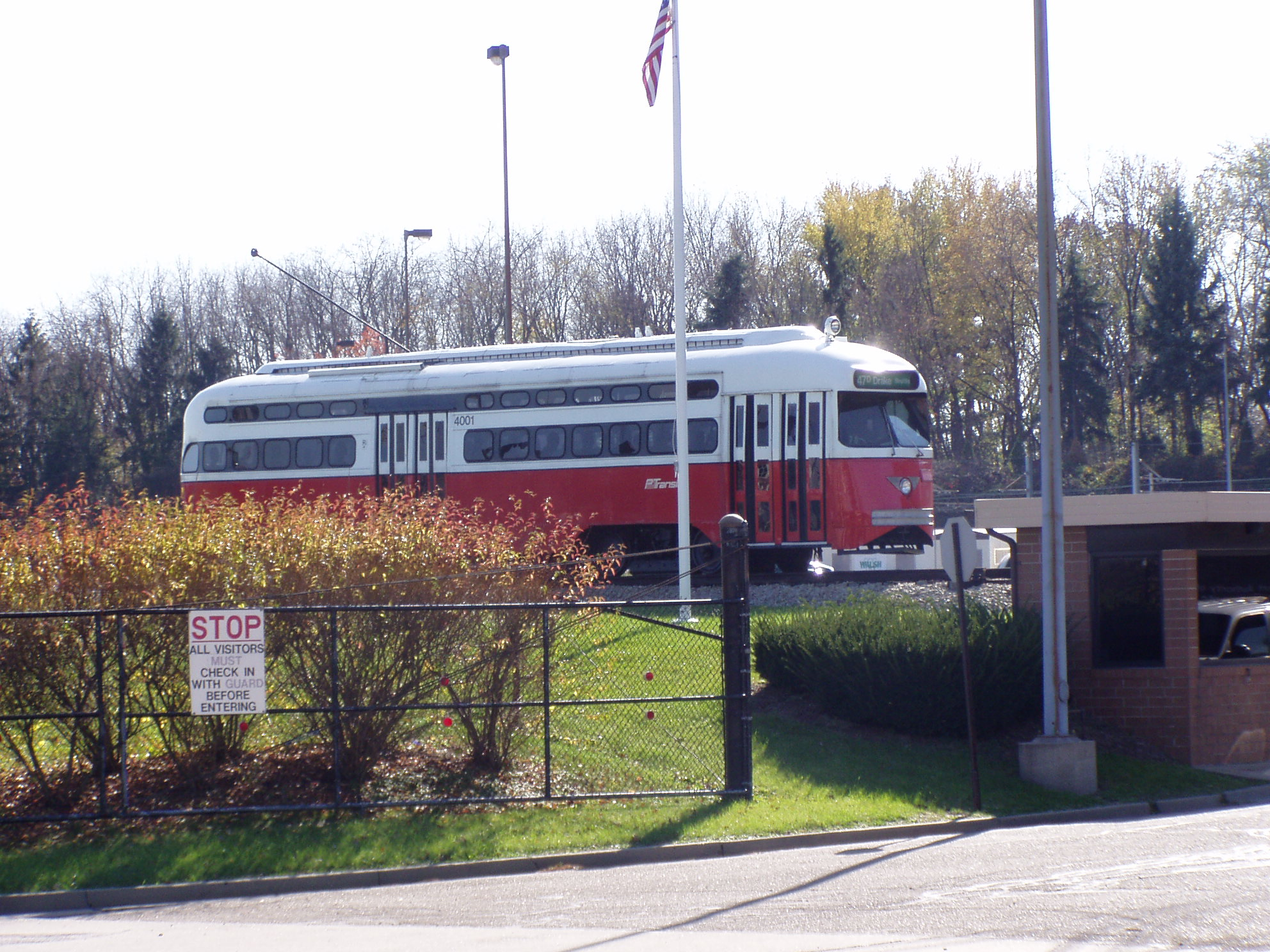
更新車の4001は静態保存が行われている（2004年撮影）
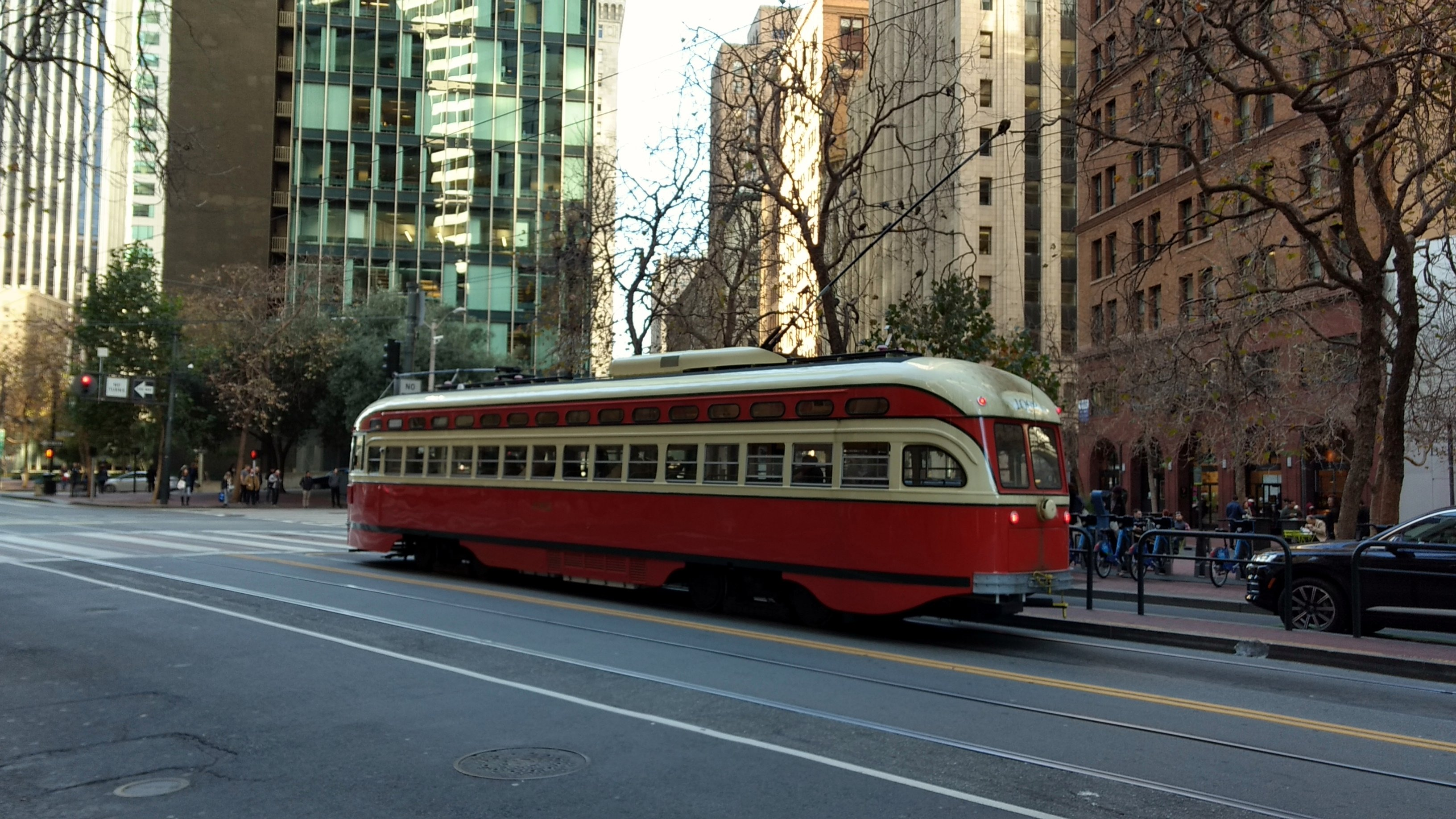
ピッツバーグ鉄道塗装を纏うサンフランシスコ市営鉄道の1062（後方、2017年撮影）